# Issei Noro
Issei Noro (野呂一生, Noro Issei, nascido em 1 de Janeiro de 1957) é um guitarrista japonês de Jazz fusion conhecido por seu trabalho a frente da banda Casiopea. Desde 1987 é endoreser da Yamaha, com a qual tem uma linha própria de guitarras, chamada "Yamaha SG-IN" (onde I.N. são suas iniciais).
Em 1988, ele idealizou, juntamente a Masahiro Andoh, do T-Square, e de Hirokuni Korekata, do KORENOS, o supergrupo Ottottrio, com o qual gravou 3 discos.
Em 1989, ele participou da turnê da Sega Sound Team Band.

## Discografia
Solo
- 1985 - Sweet Sphere
- 1989 - Vida
- 1996 - Top Secret
- 2001 - Under the Sky
- 2002 - Light Up
- 2003 - Best Issei (Coletânea)

com o "Inspirits"
- 2008 - Inner Times
- 2008 - Real Time [DVD ao vivo]
- 2009 - Moments
- 2010 - Smash Gig [ao vivo]
- 2011 - Beauty
- 2013 - Movement
- 2015 - 432H
- 2017 - Turning

com o Casiopea
com o Ottottrio
- 1988 - Super Guitar Session Hot Live!
- 1988 - Super Guitar Session Red Live!
- 1998 - Triptych[6] (Relançado como "Blu-Spec CD" em 23 de Dezembro de 2009)